# تلفزة تي في
تلفزة تي في هي قناة تلفزيونية خاصة تونسية.

## روابط خارجية
- الموقع الرسمي لقناة تلفزة تي في